# مالته (بانه)
مالته یک روستا در ایران است که در دهستان بوالحسن واقع شده‌است. مالته ۱۴۶ نفر جمعیت دارد.